# Tympanobasis thyrsipalpis
Tympanobasis thyrsipalpis là một loài bướm đêm trong họ Noctuidae.